# Norbert Hofer
Norbert Gerwald Hofer (ˈnɔʁbɛʁt ˈhoːfɐ; Vorau, 2 de marzo de 1971) es un político austriaco, miembro del Partido de la Libertad de Austria. Fue Presidente Federal de Austria en funciones (junto a Doris Bures y Karlheinz Kopf) desde el 8 de julio de 2016 hasta el 27 de enero de 2017.

## Biografía
Durante sus estudios, fue miembro de una asociación estudiantil, "Marko-Germania", que formaba parte del movimiento nacional-alemán ("deutschnational") y que proclamaba que Austria era parte integrante de la Gran Alemania.
Se afilió al FPÖ en 1994. A partir de 1996, ocupó responsabilidades dentro del partido en Burgenland, y luego se convirtió en uno de sus vicepresidentes a nivel federal. Dirigió la redacción del programa del FPÖ en 2011. Impulsó una estrategia de "desdemonización", eliminando las expresiones xenófobas de los comunicados del partido y planteando temas considerados más prometedores como el poder adquisitivo, la protección social condicionada a la nacionalidad o la lucha contra el islamismo. Sin embargo, se abstuvo de excluir a los elementos más extremistas del partido, a pesar de los numerosos deslices antisemitas, por temor a provocar una disidencia.
Hofer fue candidato a presidente de Austria en las elecciones presidenciales de 2016. Hizo campaña bajo el lema "Con la ayuda de Dios" para destacar sus "fuertes raíces en los valores cristianos y occidentales". Las iglesias protestantes austriacas denunciaron la "instrumentalización" de la religión con fines electorales. Sin embargo, afirmó que el Islam "no forma parte de nuestra cultura, de nuestra historia y nunca formará parte de ella". En materia económica, es liberal y se declara partidario de Margaret Thatcher.
Fue el candidato más votado en la primera vuelta, siendo derrotado en la segunda vuelta por Alexander Van der Bellen. Sin embargo, el Tribunal Constitucional de Austria anuló por fraude el resultado de esta última vuelta, siendo esta repetida el 4 de diciembre, volviendo Hofer a ser derrotado.
Entre 2017 y 2019 fungió como ministro federal de Industria, Innovación y Tecnología en el gobierno de coalición ÖVP-FPÖ presidido por Sebastian Kurz. Tras el colapso del gobierno en mayo de 2019, Hofer dejó su cargo ministerial pero asumió como nuevo líder interino del FPÖ tras la renuncia de Heinz-Christian Strache. En septiembre del mismo año fue confirmado en el cargo.
En junio de 2021 presentó su renuncia al liderazgo del partido, después de varios meses de tensiones internas, siendo reemplazado por su rival Herbert Kickl.